# Max Payne (seria)
Max Payne – seria gier komputerowych z gatunku third-person shooter wydanych przez firmę Rockstar Games.

## SeriaMax Payne
- Max Payne (2001)[1]
- Max Payne 2: The Fall of Max Payne (2003)[2]
- Max Payne 3 (2012)[3]

## Silnik
Na potrzeby dwóch pierwszych części cyklu stworzono trójwymiarowy silnik gry nazwany Max-FX. Pierwsze prace nad nim rozpoczęto w 1997 roku.
Silnik umożliwia tworzenie realistycznego oświetlenia za pomocą metody energetycznej. Ponadto zawiera system cząsteczek, który pozwala na stworzenie efektów objętościowych tj. dymu i ognia. Umożliwia on również animację szkieletową postaci i system portali dla upłynnienia rozgrywki.
Max-FX wspiera rozgrywkę sieciową z wykorzystaniem TCP/IP, dźwięk w technologii DirectSound 3D oraz komponenty pakietu Havok.